# Francis Raymond Fosberg
Francis Raymond Fosberg, född den 20 maj 1908 i Spokane, Washington, död den 25 september 1993 i Falls Church, Virginia, var en amerikansk botaniker som spelade en viktig roll i studierna av korallrev och biogeografi.
Auktorsnamnet Fosberg kan användas för Francis Raymond Fosberg i samband med ett vetenskapligt namn inom botaniken; se Wikipediaartiklar som länkar till auktorsnamnet.